# انتگرال

انتگرال معین تابعی را می‌توان به صورت مساحت علامت دار ناحیه ای محدود به نمودار آن تابع نشان داد.

در ریاضیات، انتگرال (به فرانسوی: Integral)، روشی برای اختصاص اعداد به توابع است؛ به گونه‌ای که جابجایی، مساحت، حجم و دیگر مفاهیم برآمده از ترکیب داده‌های بی‌نهایت کوچک را به وسیله آن بتوان توصیف کرد. انتگرال‌گیری یکی از دو عمل مهم در حساب دیفرانسیل و انتگرال است، که عمل دیگر آن (عمل معکوس) دیفرانسیل‌گیری یا همان مشتق‌گیری است. برای تابع داده شده‌ای چون f از متغیر حقیقی x و بازه {\displaystyle [a,b]} از خط حقیقی، انتگرال معین:
{\displaystyle \int _{a}^{b}f(x)\,dx}
بطور صوری به عنوان مساحت علامت‌دار ناحیه‌ای از صفحه xy که به نمودار f، محور x و خطوط عمودی x=a و x=b محدود شده‌است. نواحی بالای محور x به مساحت کل افزوده و نواحی پایین محور x از آن می‌کاهند.
عملیات انتگرال‌گیری، در حد یک مقدار ثابت (یعنی بدون در نظر گرفتن یک مقدار ثابت)، معکوس عملیات دیفرانسیل‌گیری است. بدین منظور، اصطلاح انتگرال را می‌توان به معنای پاد-مشتق نیز به کار برد، یعنی تابعی چون F که مشتقش تابع داده شدهٔ f باشد. در این حالت به انتگرال f، انتگرال نامعین گفته شده و به صورت زیر نوشته می‌شود:
{\displaystyle F(x)=\int f(x)\,dx.}
انتگرال‌هایی که در این مقاله مورد بحث قرار می‌گیرند از نوع انتگرال معین اند. قضیه اساسی حساب، دیفرانسیل‌گیری را به انتگرال معین ارتباط می‌دهد: اگر f یک تابع پیوسته حقیقی مقدار روی بازهٔ {\displaystyle [a,b]} باشد، آنگاه زمانی که پاد مشتق f یعنی F، معلوم باشد، انتگرال f روی آن بازه مساوی است با:
{\displaystyle \int _{a}^{b}\,f(x)dx=\left[F(x)\right]_{a}^{b}=F(b)-F(a)\,.}
اصول انتگرال‌گیری به‌طور مستقل توسط اسحاق نیوتون و گوتفرید ویلهلم لایبنیز در اواخر قرن هفدهم میلادی قاعده‌بندی شد، آن‌ها انتگرال را به صورت جمع مستطیل‌هایی با عرض‌های بی‌نهایت کوچک می‌دیدند. برنارد ریمان تعریف دقیقی از انتگرال ارائه نمود. این تعریف بر اساس فرایند حدگیری است که مساحت زیر نمودار یک خم را با شکستن آن ناحیه به قطعات نازک عمودی تخمین می‌زند. با شروع قرن نوزدهم میلادی، مفاهیم پیچیده‌تری از انتگرال ظهور پیدا کرد که در آن نوع تابع به علاوه دامنه انتگرال‌گیری تعمیم یافت. انتگرال خطی برای توابع دو یا چند متغیره تعریف شده‌است و بازه انتگرال‌گیری {\displaystyle [a,b]} در آن با خمی که دو نقطه ابتدا و انتهای انتگرال‌گیری را به هم متصل می‌کند جایگزین شده‌است. در انتگرال سطح (یا انتگرال رویه‌ای)، خم با یک رویه در فضای سه بعدی جایگزین می‌شود.

## تاریخچه

### قبل از حسابان
اولین تکنیک نظام مندی که قادر به تعیین انتگرال، روش افنا بود که توسط ستاره‌شناس یونان باستان، اودوکسوس (حدود ۳۷۰ قبل از میلاد) معرفی شد. در این روش مساحت‌ها و حجم‌ها به تعداد نامتناهی تکه که مساحت یا حجم هر کدام از آن تکه‌ها معلوم بود تقسیم‌بندی می‌شدند. ارشمیدس این روش را ارتقاء داده و از آن در قرن سوم قبل از میلاد استفاده کرد تا مساحت‌های سهمی و دایره را به کمک آن به‌دست آورد.
روش مشابهی به‌طور مستقل در حدود قرن سوم بعد از میلاد توسط میو هوی در چین به‌دست آمد، او از این روش برای به‌دست آوردن مساحت دایره استفاده کرد. این روش بعدها در قرن پنجم میلادی توسط ریاضیدانان پدر و پسر چینی یعنی زو چونگژی و زو گنگ برای به‌دست آوردن حجم یک کره (Shea 2007; Katz 2004، صص. ۱۲۵–۱۲۶) مورد استفاده قرار گرفت.
در خاورمیانه، حسن ابن الهیثم (نام لاتین شده او Alhazen است) (۹۶۵–۱۰۴۰ میلادی) فرمولی برای جمع توان‌های چهارم به‌دست آورد. او از این فرمول برای به‌دست آوردن چیزی استفاده کرد که اکنون می‌دانیم انتگرال آن تابع است، وی از آن برای محاسبه حجم یک سهمی گون استفاده نمود.
تا قرن هفدهم میلادی پیشرفت مهمی در حساب انتگرال صورت نگرفت. در این زمان بود که روش کاوالیری یعنی روش تقسیم ناپذیرها، و همچنین کارهای فرما، بنیانگذاری حساب مدرن را کلید زدند. کاوالیری در فرمول‌های مربع کاوالیری خود، انتگرالهای {\displaystyle x^{n}} را تا درجه n=۹ محاسبه کرد. قدم‌های بعدی در اوایل قرن هفدهم میلادی توسط بارو و توریسلی برداشته شد، آن‌ها اولین نشانه‌های ارتباط انتگرال و دیفرانسیل را ارائه نمودند. بارو اولین اثبات قضیه اساسی حساب را ارائه داد. والیس روش کاوالیری را برای محاسبه انتگرال‌های توان‌های عمومی x تعمیم داد، به گونه ای که شامل توان‌های منفی و حتی توان‌های کسری نیز می‌شد.

### نیوتون و لایبنیز
در قرن هفدهم میلادی، با اکتشافات مستقل قضیه اساسی حساب توسط لایبنیز و نیوتون، پیشرفت عمده ای در انتگرال‌گیری به‌وجود آمد. لایبنیز کار خود در ارتباط با حساب را قبل از نیوتون منتشر کرد. این قضیه ارتباطی بین انتگرال‌گیری و دیفرانسیل‌گیری را اثبات می‌کند. این ارتباط، از ترکیب سادگی نسبی دیفرانسیل‌گیری استفاده کرده و از آن در جهت فرایند انتگرال‌گیری استفاده می‌کند. به‌خصوص، قضیه بنیادی حساب امکان حل دسته وسیع تری از مسائل را می‌دهد. چارچوب ریاضیاتی جامعی که هردوی لایبنیز و نیوتون به‌وجود آوردند از نظر اهمیت در یک سطح هستند. با استفاده از مفهوم حساب بی‌نهایت کوچک‌ها، امکان تحلیل دقیق توابع با دامنه‌های پیوسته فراهم گشت. این چارچوب در نهایت منجر به ایجاد حسابان شد، ضمن این که نماد انتگرال‌گیری در حسابان به‌طور مستقیم از کارهای لایبنیز برگرفته شده‌است.

### صوری سازی
درحالی که نیوتون و لایبنیز رهیافت نظام مندی به انتگرال‌گیری ارائه نمودند، کارهای آن‌ها فاقد درجه ای از استواری و استحکام ریاضیاتی بود. بیشاپ برکلی، حمله بیاد ماندنی به روش افزایش ناپدید شونده نیوتون کرد و آن را «ارواح کمیت‌های مرده» نامید. با توسعه حد، حسابان مجهز به بنیان مستحکمی گشت. ابتدا انتگرال‌گیری با کمک حدود توسط ریمان از نظر ریاضیاتی مستحکم شد. گرچه که تمام توابع تکه به تکه پیوسته در بازه ای کراندار ریمان-انتگرال پذیرند، اما مثلاً به‌طور خاص در بستر آنالیز فوریه با توابعی سروکار داریم که بر اساس روش ریمانی انتگرال پذیر نیستند، لذا به مرور با توسعه تعریف انتگرال‌گیری، مثل فرمول انتگرال‌گیری لبگ، توابع بیشتری در دایره توابع انتگرال پذیر قرار گرفتند و بدین طریق نظریه اندازه (زیر شاخه ای از آنالیز حقیقی) شکل گرفت. تعاریف دیگر انتگرال که هردو رهیافت ریمانی و لبگ را بسط می‌دهند نیز پیشنهاد شده‌اند. این رهیافت‌ها بر اساس سیستم اعداد حقیقی بوده و امروزه رایج اند، اما رهیافت‌های دیگری نیز وجود دارند که بر اساس دستگاه اعداد فراحقیقی بنیان نهاده شده‌اند و از بخش استاندارد (مربوط به آنالیز غیر استاندارد) جمع بی‌نهایت ریمانی برای تعریف انتگرال استفاده می‌کنند.

## مهم‌ترین تعاریف در انتگرال
از مهم‌ترین تعاریف در انتگرال می‌توان از انتگرال ریمان و انتگرال لِبِگ است. انتگرال ریمان به‌وسیله برنهارد ریمان در سال ۱۸۵۴ ارائه شد که تعریف دقیقی را از انتگرال ارائه می‌داد تعریف دیگر را هانری لبگ ارائه داد که طبق این تعریف شرایط تعویض‌پذیری حد و انتگرال با شرط مساوی ماندن عبارت، ارائه می‌کرد.
از دیگر تعاریف ارائه شده در زمینه انتگرال می‌توان به انتگرال ریمان–استیلتیس اشاره کرد. پس به‌طور خلاصه سه تعریف زیر از مهم‌ترین تعاریف انتگرال می‌باشند:

## محاسبه انتگرال

تخمین انتگرال از ۰ تا 1

اکثر روش‌های اساسی حل انتگرال بر پایه قضیه اساسی حساب دیفرانسیل و انتگرال بنا نهاده شده‌است که بر طبق آن داریم:
1. f تابعی در بازه (a,b) در نظر می‌گیریم.
2. پاد مشتق f را پیدا می‌کنیم که تابعی است مانند f.
3. قضیه اساسی حساب دیفرانسیل و انتگرال را در نظر می‌گیریم؛ بنابراین مقدار انتگرال ما برابر خواهد بود.

به این نکته توجه کنید که انتگرال واقعاً پاد مشتق نیست (یک عدد است) اما قضیه اساسی به ما اجازه می‌دهد تا از پاد مشتق برای محاسبه مقدار انتگرال استفاده کنیم.
معمولاً پیدا کردن پاد مشتق تابع f کار ساده‌ای نیست و نیاز به استفاده از تکنیک‌های انتگرال‌گیری دارد این تکنیک‌ها عبارت‌اند از:
- انتگرال‌گیری به‌وسیله تغییر متغیر
- انتگرال‌گیری جزء به جزء: {\displaystyle \int u\,dv=uv-\int v\,du}
- انتگرال‌گیری با تغییر متغیر مثلثاتی
- انتگرال‌گیری به‌وسیله تجزیه کسرها

روش‌هایی دیگر نیز وجود دارد که برای محاسبه انتگرالهای معین به کار می‌رود همچنین می‌توان بعضی از انتگرال‌ها با ترفندهایی حل کرد برای مثال می‌توانید به انتگرال گاوسی مراجعه کنید.

### تقریب انتگرال‌های معین
محاسبه سطح زیر نمودار به‌وسیله مستطیل‌هایی زیر نمودار.
هر چه قدر عرض مستطیل‌ها کوچک می‌شوند مقدار دقیق تری
از مقدار انتگرال به‌دست می‌آید.
انتگرال‌های معین ممکن است با استفاده از روش‌های انتگرال‌گیری عددی، تخمین زده شوند. یکی از عمومی‌ترین روش‌ها، روش مستطیلی نامیده می‌شود در این روش ناحیه زیر نمودار تابع به یک سری مستطیل تبدیل شده و جمع مساحت آن‌ها نشان دهنده مقدار تقریبی انتگرال است.
از دیگر روش‌هایی معروف برای تخمین مقدار انتگرال روش سیمپسون و روش ذوزنقه‌ای است. اگر چه روش‌های عددی مقدار دقیق انتگرال را به ما نمی‌دهند ولی در بعضی از مواقع که انتگرال تابعی قابل حل نیست یا حل آن مشکل است کمک زیادی به ما می‌کند.

## خواص‌ها

### خطی بودن
مجموعه توابع قابل ادغام ریمان در یک بازه بسته [a , b] یک فضای برداری را تحت عملیات جمع نقطه ای و ضرب توسط یک اسکالر و عملیات یکپارچه سازی تشکیل می‌دهد.
{\displaystyle f\mapsto \int _{a}^{b}f(x)\;dx}
یک تابع خطی در این فضای برداری است؛ بنابراین، مجموعه توابع انتگرال پذیر با گرفتن ترکیبات خطی بسته می‌شود، و انتگرال یک ترکیب خطی، ترکیب خطی انتگرال‌ها است:
{\displaystyle \int _{a}^{b}(\alpha f+\beta g)(x)\,dx=\alpha \int _{a}^{b}f(x)\,dx+\beta \int _{a}^{b}g(x)\,dx.\,}
به‌طور مشابه، مجموعه توابع انتگرال پذیر Lebesgue با ارزش واقعی در فضای اندازه‌گیری داده شده E با اندازه‌گیری μ تحت ترکیب‌های خطی بسته می‌شود و بنابراین یک فضای برداری و انتگرال لبگ را تشکیل می‌دهد.
{\displaystyle f\mapsto \int _{E}f\,d\mu }
یک تابع خطی در این فضای برداری است، به طوری که:
{\displaystyle \int _{E}(\alpha f+\beta g)\,d\mu =\alpha \int _{E}f\,d\mu +\beta \int _{E}g\,d\mu .}
به‌طور کلی، فضای برداری همه توابع قابل اندازه‌گیری را در یک فضای اندازه‌گیری در نظر بگیرید (E , μ) و مقادیر را در یک فضای برداری توپولوژیکی کامل فشرده محلی V روی یک میدان توپولوژیکی فشرده محلی K , f: E → V در نظر بگیرید. سپس می‌توان یک نقشه انتزاعی انتزاعی تعریف کرد که به هر تابع یک عنصر از V یا نماد ∞ اختصاص می‌دهد،
{\displaystyle f\mapsto \int _{E}f\,d\mu ,\,}
که با ترکیبات خطی سازگار است. در این وضعیت، خطی بودن برای زیرفضای توابعی که انتگرال آنها عنصری از V است (یعنی "محدود") برقرار است. مهم‌ترین موارد خاص زمانی به وجود می‌آیند که K R ، C یا یک گسترش متناهی از میدان Q p از اعداد پی آدیک باشد، و V یک فضای برداری با بعد محدود روی K باشد، و زمانی که K = C و V یک مختلط است. فضای هیلبرت
خطی بودن، همراه با برخی ویژگی‌های پیوستگی طبیعی و نرمال‌سازی برای کلاس خاصی از توابع «ساده»، ممکن است برای ارائه یک تعریف جایگزین از انتگرال استفاده شود. این رویکرد دانیل برای مورد توابع با ارزش واقعی در مجموعه X است که توسط نیکلاس بورباکی به توابع با مقادیر در یک فضای برداری توپولوژیکی فشرده محلی تعمیم داده شده‌است. برای توصیف بدیهی انتگرال به هیلدبراند ۱۹۵۳ مراجعه کنید.

### نابرابری‌ها
تعدادی از نابرابری‌های کلی برای توابع قابل انتگرال‌پذیری ریمان که در بازه‌های بسته و محدود [a , b] تعریف شده‌اند وجود دارند و می‌توان آن‌ها را به مفاهیم دیگر انتگرال تعمیم داد (لبگ و دانیل).
- مرزهای بالا و پایین. یک تابع انتگرال پذیر f در [a , b]، لزوماً در آن بازه محدود است؛ بنابراین اعداد حقیقی m و M وجود دارند به طوری که m ≤ f (x) ≤ M برای همه x در [a , b]. از آنجایی که مجموع پایین و بالایی f بیش از [a , b] به ترتیب با m محدود می‌شوند (b-a) و M (b − a)، نتیجه می‌شود که

{\displaystyle m(b-a)\leq \int _{a}^{b}f(x)\,dx\leq M(b-a).}
- نابرابری بین توابع اگر f (x) ≤ g (x) برای هر x در [a , b]، هر یک از مجموع بالا و پایین f در بالا به ترتیب با مجموع بالا و پایین g محدود می‌شود. بدین ترتیب

{\displaystyle \int _{a}^{b}f(x)\,dx\leq \int _{a}^{b}g(x)\,dx.} این تعمیم نابرابری‌های فوق است، زیرا M (b - a) انتگرال تابع ثابت با مقدار M بیش از [a , b] است. علاوه بر این، اگر نابرابری بین توابع دقیق باشد، نابرابری بین انتگرال‌ها نیز شدید است؛ یعنی اگر f ( x ) < g (x) برای هر x در [a , b]
{\displaystyle \int _{a}^{b}f(x)\,dx<\int _{a}^{b}g(x)\,dx.}
- زیر بازه‌ها اگر [c , d] زیر بازه ای از [a , b] باشد و f (x) برای همه x غیر منفی باشد، آنگاه

{\displaystyle \int _{c}^{d}f(x)\,dx\leq \int _{a}^{b}f(x)\,dx.}
- محصولات و مقادیر مطلق توابع. اگر f و g دو تابع باشند، ممکن است حاصل ضربات نقطه‌ای و توان و مقادیر مطلق آنها را در نظر بگیریم :

{\displaystyle (fg)(x)=f(x)g(x),\;f^{2}(x)=(f(x))^{2},\;|f|(x)=|f(x)|.} اگر f روی [a , b] قابل ادغام ریمان باشد، در مورد نیز همین‌طور است| f |، و
{\displaystyle \left|\int _{a}^{b}f(x)\,dx\right|\leq \int _{a}^{b}|f(x)|\,dx.} علاوه بر این، اگر f و g هر دو انتگرال پذیر ریمان باشند، fg نیز قابل انتگرال پذیری ریمان است، و
{\displaystyle \left(\int _{a}^{b}(fg)(x)\,dx\right)^{2}\leq \left(\int _{a}^{b}f(x)^{2}\,dx\right)\left(\int _{a}^{b}g(x)^{2}\,dx\right).} این نابرابری که به نام نابرابری کوشی-شوارتز شناخته می‌شود، نقش برجسته‌ای در نظریه فضای هیلبرت بازی می‌کند، جایی که سمت چپ به عنوان حاصلضرب درونی دو تابع مربع‌پذیر f و g در بازه [a , b] تفسیر می‌شود.
- نابرابری هلدر فرض کنید که p و q دو عدد واقعی هستند، ۱ ≤ p , q ≤ ∞ با۱/پ+1/q= ۱ و f و g دو تابع قابل ادغام ریمان هستند. سپس توابع | f | p و | g | q نیز انتگرال پذیر هستند و نابرابری هلدر زیر صادق است: برای p = q = ۲، نابرابری هولدر به نابرابری کوشی-شوارتز تبدیل می‌شود.
- نابرابری مینکوفسکی فرض کنید که p ≥ ۱ یک عدد واقعی است و f و g توابع قابل انتگرال‌گیری ریمان هستند. سپس | f | p , | g | p و | f + g | p همچنین قابل ادغام ریمان هستند و نابرابری مینکوفسکی زیر صادق است:

{\displaystyle \left|\int f(x)g(x)\,dx\right|\leq \left(\int \left|f(x)\right|^{p}\,dx\right)^{1/p}\left(\int \left|g(x)\right|^{q}\,dx\right)^{1/q}.} یک آنالوگ این نابرابری برای انتگرال لبگ در ساخت فضاهای L p استفاده می‌شود.

### کنوانسیون‌ها
در این بخش، f یک تابع قابل ادغام ریمان با ارزش واقعی است . انتگرال
{\displaystyle \int _{a}^{b}f(x)\,dx}
در یک بازه [a , b] تعریف می‌شود اگر a < b. این بدان معنی است که مجموع بالا و پایین تابع f در یک پارتیشن a = x 0 ≤ x 1 ≤ ارزیابی می‌شود. . . ≤ x n = b که مقادیر x i در حال افزایش است. از نظر هندسی، این نشان می‌دهد که ادغام از چپ به راست انجام می‌شود و f را در فواصل زمانی [xi  , x i  +1] ارزیابی می‌کند . جایی که یک بازه با شاخص بالاتر در سمت راست یک با شاخص کمتر قرار دارد. مقادیر a و b، نقاط انتهایی بازه، حدود یکپارچه سازی f نامیده می‌شوند . انتگرال‌ها همچنین می‌توانند تعریف شوند اگر a > b:
{\displaystyle \int _{a}^{b}f(x)\,dx=-\int _{b}^{a}f(x)\,dx.}
با a = b، این نشان می‌دهد:
{\displaystyle \int _{a}^{a}f(x)\,dx=0.}
اولین قرارداد با توجه به در نظر گرفتن انتگرال‌ها بر فرعی بازه‌های [a , b] ضروری است. دومی می‌گوید که انتگرال گرفته شده در یک بازه منحط، یا یک نقطه، باید صفر باشد. یکی از دلایل قرارداد اول این است که انتگرال پذیری f در بازه [a , b] دلالت بر این دارد که f در هر زیر بازه [c , d] قابل انتگرال است، اما به‌طور خاص انتگرال‌ها این ویژگی را دارند که اگر c هر عنصری از [a باشد. ،b]، سپس:
{\displaystyle \int _{a}^{b}f(x)\,dx=\int _{a}^{c}f(x)\,dx+\int _{c}^{b}f(x)\,dx.}
با اولین قرارداد، رابطه حاصل
{\displaystyle {\begin{aligned}\int _{a}^{c}f(x)\,dx&{}=\int _{a}^{b}f(x)\,dx-\int _{c}^{b}f(x)\,dx\\&{}=\int _{a}^{b}f(x)\,dx+\int _{b}^{c}f(x)\,dx\end{aligned}}}
سپس برای هر جایگشت چرخه ای a , b و c به خوبی تعریف می‌شود.

## برنامه کاربردی انتگرال
انتگرال‌ها به‌طور گسترده در بسیاری از زمینه‌ها استفاده می‌شوند. به عنوان مثال، در نظریه احتمال، انتگرال‌ها برای تعیین احتمال قرار گرفتن برخی متغیر تصادفی در محدوده خاصی استفاده می‌شوند. علاوه بر این، انتگرال تحت کل تابع چگالی احتمال باید برابر با ۱ باشد، که آزمایشی را ارائه می‌دهد که آیا یک تابع بدون مقادیر منفی می‌تواند تابع چگالی باشد یا خیر.
انتگرال‌ها را می‌توان برای محاسبه مساحت یک منطقه دو بعدی که دارای مرز منحنی است و همچنین محاسبه حجم یک جسم سه بعدی که دارای مرز منحنی است استفاده کرد. مساحت یک ناحیه دو بعدی را می‌توان با استفاده از انتگرال معین یادشده محاسبه کرد. حجم یک جسم سه بعدی مانند دیسک یا واشر را می‌توان با ادغام دیسک با استفاده از معادله حجم یک سیلندر، {\displaystyle \pi r^{2}h}، که در آن < math>r</math> شعاع است. در مورد یک دیسک ساده که با چرخش منحنی حول محور x- ایجاد می‌شود، شعاع با {{ریاضی|f(x)} داده می‌شود. } و ارتفاع آن دیفرانسیل dx است. با استفاده از انتگرال با کرانه‌های a و b، حجم دیسک برابر است با:{\displaystyle \pi \int _{a}^{b}f^{2}(x)\,dx.}از انتگرال‌ها در فیزیک نیز استفاده می‌شود، در زمینه‌هایی مانند سینماتیک برای یافتن مقادیری مانند جابجایی، زمان و سرعت. برای مثال، در حرکت مستقیم، جابجایی یک جسم در بازه زمانی {\displaystyle [a,b]} به صورت زیر به دست می‌آید:
{\displaystyle x(b)-x(a)=\int _{a}^{b}v(t)\,dt,}
که در آن {\displaystyle v(t)} سرعتی است که به عنوان تابعی از زمان بیان می‌شود. کار انجام شده توسط نیروی {\displaystyle F(x)} (به عنوان تابعی از موقعیت) از موقعیت اولیه {\displaystyle A} تا موقعیت نهایی {\displaystyle B} انجام می‌شود.
{\displaystyle W_{A\rightarrow B}=\int _{A}^{B}F(x)\,dx.}
انتگرال‌ها همچنین در ترمودینامیک، که در آن ادغام ترمودینامیکی برای محاسبه اختلاف انرژی آزاد بین دو حالت داده شده استفاده می‌شود.

## دیگر محاسبات آن[۲]

### محاسبات تحلیلی
ابتدایی‌ترین تکنیک برای محاسبه انتگرال‌های معین یک متغیر واقعی بر اساس قضیه اساسی حساب است. اجازه دهید f(x) تابع x باشد که در یک بازه معین ادغام شود [a,  b]. سپس، یک ضد مشتق از f پیدا کنید؛ یعنی یک تابع F به گونه‌ای که F' = f در بازه. به شرطی که انتگرال و انتگرال در مسیر انتگرال تکینگی بر اساس قضیه اساسی حساب دیفرانسیل و انتگرال، نداشته باشند،
{\displaystyle \int _{a}^{b}f(x)\,dx=F(b)-F(a).}
گاهی اوقات لازم است از یکی از تکنیک‌های متعددی که برای ارزیابی انتگرال‌ها ایجاد شده‌است استفاده شود. اکثر این تکنیک‌ها یک انتگرال را به عنوان یک انتگرال دیگر بازنویسی می‌کنند که امیدواریم قابل حل تر باشد. تکنیک‌ها عبارتند از ادغام با جایگزینی، ادغام با قطعات، ادغام با جایگزینی مثلثاتی، و ادغام با کسرهای جزئی. روش‌های جایگزین برای محاسبه انتگرال‌های پیچیده‌تر وجود دارد. بسیاری از انتگرال‌های غیر عنصری را می‌توان در یک سری تیلور گسترش داد و ترم به ترم ادغام کرد. گاهی اوقات، سری بی‌نهایت حاصل را می‌توان به صورت تحلیلی جمع کرد. روش کانولوشن با استفاده از تابع G-Meijers را نیز می‌توان استفاده کرد، با این فرض که انتگرال را می‌توان به عنوان حاصلضرب توابع Meijer G نوشت. همچنین روش‌های کمتر رایجی برای محاسبه انتگرال‌های معین وجود دارد. برای مثال، هویت پارسوال را می‌توان برای تبدیل یک انتگرال بر روی یک ناحیه مستطیلی به یک مجموع بی‌نهایت استفاده کرد. گاهی اوقات، یک انتگرال را می‌توان با یک ترفند ارزیابی کرد. برای مثالی از این، انتگرال گاوسی را ببینید.
محاسبات حجم را معمولاً می‌توان با ادغام دیسک یا ادغام پوسته انجام داد. نتایج خاصی که با تکنیک‌های مختلف به دست آمده‌اند در فهرست انتگرال‌ها جمع‌آوری شده‌اند.
نتایج خاصی که با تکنیک‌های مختلف به دست آمده‌اند در فهرست انتگرال‌ها جمع‌آوری شده‌اند.

### نمادین
بسیاری از مسائل در ریاضیات، فیزیک و مهندسی شامل ادغام در جایی است که یک فرمول صریح برای انتگرال مورد نظر است. جدول انتگرال گسترده‌ای در طول سال‌ها برای این منظور گردآوری و منتشر شده‌است. با گسترش رایانه‌ها، بسیاری از متخصصان، مربیان و دانش‌آموزان به سیستم جبر رایانه‌ای روی آورده‌اند که به‌طور خاص برای انجام کارهای دشوار یا خسته‌کننده از جمله یکپارچه‌سازی طراحی شده‌اند. یکپارچه‌سازی نمادین یکی از انگیزه‌های توسعه اولین سیستم‌هایی مانند Macsyma و Maple بوده‌است.
Aمشکل اصلی ریاضی در ادغام نمادین این است که در بسیاری از موارد، یک تابع نسبتاً ساده انتگرال‌هایی ندارد که بتوان آن را به صورت شکل بسته که فقط شامل تابع ابتداییها، شامل بیان عقلی و نمای توابع، لگاریتم، توابع مثلثاتی و توابع مثلثاتی معکوس، و عملیات ضرب و ترکیب. الگوریتم Risch یک معیار کلی برای تعیین ابتدایی بودن ضد مشتق یک تابع ابتدایی و محاسبه آن در صورت وجود، ارائه می‌کند. با این حال، توابع با عبارات بسته ضد مشتق‌ها استثنا هستند، و در نتیجه، سیستم‌های جبر رایانه‌ای امیدی به یافتن یک ضد مشتق برای یک تابع ابتدایی تصادفی ندارند. از جنبه مثبت، اگر «بلوک‌های سازنده» برای ضدمشتق‌ها از قبل تثبیت شده باشند، ممکن است هنوز بتوان تصمیم گرفت که آیا ضد مشتق یک تابع معین را می‌توان با استفاده از این بلوک‌ها و عملیات ضرب و ترکیب بیان کرد و نماد نمادین را یافت. هر وقت هست جواب بده الگوریتم Risch که در ریاضیات، Maple و سایر سیستم جبر رایانه ای پیاده‌سازی شده‌است، دقیقاً این کار را برای توابع و ضد مشتقات ساخته شده از توابع گویا، رادیکال‌ها، لگاریتم و توابع نمایی.
برخی از ادغام‌های ویژه اغلب به اندازه‌ای اتفاق می‌افتند که نیاز به مطالعه ویژه دارند. به‌طور خاص، ممکن است در مجموعه ضد مشتقات، توابع ویژه (مانند تابع لژاندرها، تابع بیش هندسی، تابع گاما مفید باشد، تابع گامای ناقص و غیره). گسترش الگوریتم ریش برای گنجاندن چنین توابعی ممکن است اما چالش‌برانگیز است و یک موضوع تحقیقاتی فعال بوده‌است. اخیراً یک رویکرد جدید پدید آمده‌است، با استفاده از D-توابع محدود، که راه حل‌های معادله دیفرانسیل خطیs با ضرایب چند جمله ای هستند. اکثر توابع ابتدایی و ویژه D-متناهی هستند، و انتگرال یک تابع D-محدود نیز یک تابع D-محدود است. این یک الگوریتم برای بیان ضد مشتق یک تابع D-محدود به عنوان حل یک معادله دیفرانسیل ارائه می‌دهد. این نظریه همچنین به شخص اجازه می‌دهد تا انتگرال قطعی یک تابع D را به عنوان مجموع یک سری داده شده توسط ضرایب اول محاسبه کند و یک الگوریتم برای محاسبه هر ضریب ارائه می‌دهد.

### عددی
انتگرال‌های معین را می‌توان با استفاده از چندین روش ادغام عددی تقریب زد. روش مستطیل بر تقسیم ناحیه زیر تابع به مجموعه‌ای از مستطیل‌های مربوط به مقادیر تابع تکیه می‌کند و برای یافتن مجموع در عرض گام ضرب می‌شود. یک رویکرد بهتر، قاعده ذوزنقه‌ای، مستطیل‌های مورد استفاده در مجموع ریمان را با ذوزنقه‌ها جایگزین می‌کند. قاعده ذوزنقه ای اولین و آخرین مقادیر را به نصف وزن می‌کند، سپس در عرض گام ضرب می‌شود تا تقریب بهتری به دست آید. ایده پشت قاعده ذوزنقه ای، که تقریب‌های دقیق تر به تابع، تقریب‌های بهتری را به انتگرال می‌دهد، می‌تواند ادامه دهد: قانون سیمپسون انتگرال را با یک تابع درجه دوم تقریب می‌کند. مجموع ریمان، قانون ذوزنقه ای و قانون سیمپسون نمونه‌هایی از خانواده ای از قوانین تربیعی هستند که فرمول‌های نیوتن-کوتس نامیده می‌شوند. قاعده ربع درجه n نیوتن-کوتس، چند جمله‌ای را در هر زیر بازه با یک درجه چند جمله‌ای «n» تقریب می‌کند. این چند جمله ای برای درون یابی مقادیر تابع در بازه انتخاب شده‌است. تقریب‌های درجه بالاتر نیوتن-کوتس می‌توانند دقیق تر باشند. اما به ارزیابی عملکرد بیشتری نیاز دارند و ممکن است به دلیل پدیده رانج از عدم دقت عددی رنج ببرند. یکی از راه‌حل‌های این مشکل مربع کلنشاو– کورتیس است، که در آن انتگرال با بسط آن بر حسب چندجمله‌ای چبیشف تقریبی می‌شود.
روش رامبرگ عرض پله‌ها را به صورت تدریجی نصف می‌کند، و تقریب ذوزنقه ای را می‌دهد که با T(h0)،  نشان داده شده‌است. T(h1) و غیره، جایی که hk+1} } نیمی از hk است. برای هر اندازه مرحله جدید، فقط نیمی از مقادیر تابع جدید باید محاسبه شود. بقیه از اندازه قبلی منتقل می‌شوند. سپس یک چند جمله ای را از طریق تقریب‌ها درون یابی به T(0) برون یابی می‌کند. تربیع گوسی تابع را در ریشه‌های مجموعه ای از چندجمله ای‌های متعامد ارزیابی می‌کند. An { روش گاوسی {mvar-نقطه‌ای برای چندجمله‌ای درجه تا 2n − ۱ دقیق است. محاسبه انتگرال‌های با ابعاد بالاتر (مثلاً محاسبات حجم) از گزینه‌هایی مانند ادغام مونت کارلو استفاده می‌کند.

### مکانیکی
مساحت یک شکل دو بعدی دلخواه را می‌توان با استفاده از یک ابزار اندازه‌گیری به نام planimeter تعیین کرد. حجم اجسام نامنظم را می‌توان با دقت توسط سیال جابجایی هنگام غوطه ور شدن جسم اندازه‌گیری کرد. === هندسی === 
 مساحت را گاهی می‌توان از طریق هندسی ساختار قطب‌نما و راستهای معادل مربع یافت. === ادغام با تمایز === کمپف، جکسون و مورالس روابط ریاضی را نشان دادند که اجازه می‌دهد یک انتگرال با استفاده از تمایز محاسبه شود. محاسبات آنها شامل تابع دیراک دلتا و مشتق جزئی عملگر {\displaystyle \partial _{x}} است. این را می‌توان برای انتگرال عملکردیها نیز اعمال کرد و به آنها اجازه می‌دهد تا با تمایز عملکردی محاسبه شوند.

## کاربرد
انتگرال‌ها در واقع مساحت محصور در زیر نمودار هستند و در فیزیک می‌توان برای کاربردهای زیادی تعریف کرد مانند کار انجام شده در یک فر آیند ترمودینامیکی از انتگرال رابطه فشار و حجم به دست می‌آید. اما به‌طور کلی می‌توان آن را تغییرات کمیت حاصل ضرب افقی و عمودی نمودار نامید مثلاً:
در یک رابطه کمیت‌ها را تحلیل ابعادی می‌کنیم مثلاً رابطه سرعت و زمان را به صورت زیر نوشته می‌شود:
{\displaystyle v=[L]/[T]t=[T]\!}
سپس دو تحلیل را در هم ضرب می‌کنیم:
{\displaystyle [L]\!}
پس مساحت محصور در زیر نمودار برابر با تغییرات طول (جابجایی) است.

## کتابشناسی
- Apostol, Tom M. (1967), Calculus, Vol.  1: One-Variable Calculus with an Introduction to Linear Algebra (2nd ed.), Wiley, ISBN 978-0-471-00005-1
- Bourbaki, Nicolas (2004), Integration I, Springer Verlag, ISBN 3-540-41129-1. In particular chapters III and IV.
- Burton, David M. (2005), The History of Mathematics: An Introduction (6th ed.), McGraw-Hill, p. 359, ISBN 978-0-07-305189-5
- Cajori, Florian (1929), A History Of Mathematical Notations Volume II, Open Court Publishing, pp. 247–252, ISBN 978-0-486-67766-8
- Dahlquist, Germund; Björck, Åke (2008), "Chapter 5: Numerical Integration", Numerical Methods in Scientific Computing, Volume I, Philadelphia: SIAM, archived from the original on 2007-06-15
- Folland, Gerald B. (1984), Real Analysis: Modern Techniques and Their Applications (1st ed.), John Wiley & Sons, ISBN 978-0-471-80958-6
- Fourier, Jean Baptiste Joseph (1822), Théorie analytique de la chaleur, Chez Firmin Didot, père et fils, p. §231
Available in translation as Fourier, Joseph (1878), The analytical theory of heat, Freeman, Alexander (trans.), Cambridge University Press, pp. 200–201
- Heath, T. L., ed. (2002), The Works of Archimedes, Dover, ISBN 978-0-486-42084-4
(Originally published by Cambridge University Press, 1897, based on J. L. Heiberg's Greek version.)
- Hildebrandt, T. H. (1953), "Integration in abstract spaces", Bulletin of the American Mathematical Society, 59 (2): 111–139, doi:10.1090/S0002-9904-1953-09694-X, ISSN 0273-0979
- Kahaner, David; Moler, Cleve; Nash, Stephen (1989), "Chapter 5: Numerical Quadrature", Numerical Methods and Software, Prentice Hall, ISBN 978-0-13-627258-8
- Kallio, Bruce Victor (1966), A History of the Definite Integral (PDF) (M.A. thesis), University of British Columbia, archived from the original (PDF) on 5 March 2014, retrieved 5 December 2019
- Katz, Victor J. (2004), A History of Mathematics, Brief Version, Addison-Wesley, ISBN 978-0-321-16193-2
- Leibniz, Gottfried Wilhelm (1899),  Gerhardt, Karl Immanuel (ed.), Der Briefwechsel von Gottfried Wilhelm Leibniz mit Mathematikern. Erster Band, Berlin: Mayer & Müller
- Lieb, Elliott; Loss, Michael (2001), Analysis, Graduate Studies in Mathematics, vol. 14 (2nd ed.), American Mathematical Society, ISBN 978-0-8218-2783-3
- Miller, Jeff, Earliest Uses of Symbols of Calculus, retrieved 2009-11-22
- O’Connor, J. J.; Robertson, E. F. (1996), A history of the calculus, retrieved 2007-07-09
- Rudin, Walter (1987), "Chapter 1: Abstract Integration", Real and Complex Analysis (International ed.), McGraw-Hill, ISBN 978-0-07-100276-9
- Saks, Stanisław (1964), Theory of the integral (English translation by L. C. Young. With two additional notes by Stefan Banach. Second revised ed.), New York: Dover
- Shea, Marilyn (May 2007), Biography of Zu Chongzhi, University of Maine, archived from the original on 14 June 2010, retrieved 9 January 2009
- Siegmund-Schultze, Reinhard (2008), "Henri Lebesgue",  in Timothy Gowers; June Barrow-Green; Imre Leader (eds.), Princeton Companion to Mathematics, Princeton University Press.
- Stoer, Josef; Bulirsch, Roland (2002), "Topics in Integration", Introduction to Numerical Analysis (3rd ed.), Springer, ISBN 978-0-387-95452-3.
- W3C (2006), Arabic mathematical notation

### کتاب‌های برخط
- Keisler, H. Jerome, Elementary Calculus: An Approach Using Infinitesimals, University of Wisconsin
- Stroyan, K. D. , A Brief Introduction to Infinitesimal Calculus, University of Iowa
- Mauch, Sean, Sean's Applied Math Book, CIT, an online textbook that includes a complete introduction to calculus
- Crowell, Benjamin, Calculus, Fullerton College, an online textbook
- Garrett, Paul, Notes on First-Year Calculus
- Hussain, Faraz, Understanding Calculus, an online textbook
- Johnson, William Woolsey (1909) Elementary Treatise on Integral Calculus, link from HathiTrust.
- Kowalk, W. P. , Integration Theory, University of Oldenburg. A new concept to an old problem. Online textbook
- Sloughter, Dan, Difference Equations to Differential Equations, an introduction to calculus
- Numerical Methods of Integration at Holistic Numerical Methods Institute
- P. S. Wang, Evaluation of Definite Integrals by Symbolic Manipulation (1972) — a cookbook of definite integral techniques